# Oktober-Camelopardaliden
Der Meteorstrom der Oktober-Camelopardaliden ist ein am 5. und 6. Oktober beobachtbarer Meteorstrom, der am 5. Oktober sein Maximum besitzt. Der Radiant liegt im Grenzbereich der Sternbilder Drache und Giraffe, der von Mitteleuropa aus zirkumpolar ist.
Die Oktober-Camelopardaliden wurden am 5. Oktober 2005 von mehreren Meteorkameras beobachtet. Es wurden Meteore bis zur −6. Größenklasse registriert. In den folgenden Jahren trat der Meteorstrom regelmäßig in Erscheinung. Der Ursprungskörper des Stromes ist bislang unbekannt.